# Ferenc Török (femkampare)
Ferenc Török, född 3 augusti 1935 i Csillaghegy, är en ungersk före detta femkampare.
Török blev olympisk guldmedaljör i modern femkamp vid sommarspelen 1964 i Tokyo.